# Verleihung des Nestroy-Theaterpreises 2000
Die Nestroyverleihung 2000 war die erste Verleihung des Nestroy-Theaterpreises und fand am 21. Oktober 2000 im Theater an der Wien statt. Von den Gewinnern in den insgesamt 10 Kategorien, wurden 3 schon im Vorfeld, die restlichen 7 erst bei der Verleihungs-Gala bekannt gegeben.

## Ausgezeichnete und Nominierte 2000
| Meiste Nestroys:      | Die Möwe (3 Nestroys)      |
| Meiste Nominierungen: | Die Möwe (5 Nominierungen) |

Anmerkung: Es sind alle Nominierten des Jahres angegeben, der Gewinner steht immer zuoberst. Die Verleihung des Nestroy 2000, bezieht sich auf die Theatersaison 1999/2000.

### Beste deutschsprachige Aufführung
Die Möwe von Anton Tschechow – Inszenierung: Luc Bondy, Ort: Akademietheater/Burgtheater
Endstation Sehnsucht von Tennessee Williams – Inszenierung: Frank Castorf, Ort: Salzburger Festspiele/Freie Volksbühne Berlin
Gespenstersonate von August Strindberg – Inszenierung: Martin Kušej, Ort: Stadttheater Klagenfurt/Thalia Theater

### Beste Regie
Luc Bondy – Die Möwe – Akademietheater/Burgtheater
Martin Kušej – Weh dem, der lügt! – Burgtheater
Anselm Weber – Das Blut – Volkstheater (Wien)

### Beste Ausstattung
Ulrike Kaufmann – Nemo. Nemo Loquitur – Serapionstheater
Bert Neumann – Endstation Amerika – Salzburger Festspiele
Martin Zehetgruber – a) Weh dem, der lügt! – Burgtheater b) Gespenstersonate – Stadttheater Klagenfurt c) Hamlet – Salzburger Festspiele

### Beste Schauspielerin
Birgit Doll – Wer hat Angst vor Virginia Woolf? (Martha) – Volkstheater (Wien)
Jutta Lampe – Die Möwe (Arkadina) – Akademietheater/Burgtheater
Elisabeth Rath – Das Blut (Frau) – Volkstheater (Wien)

### Bester Schauspieler
Gert Voss – Die Möwe (Trigorin) – Akademietheater/Burgtheater
Michael Maertens – Der Ignorant und der Wahnsinnige (Doktor) – Stadttheater Klagenfurt/Berliner Ensemble
Werner Wölbern – Weh dem, der lügt! (Leon) – Burgtheater

### Beste Nebenrolle
Martin Schwab – Weh dem, der lügt! (Bischof) – Burgtheater
Maria Köstlinger – Der Verschwender (Fee Cheristane) – Theater in der Josefstadt
Ingo Hülsmann – Das Blut (Mann/Schüchterner Mann) – Volkstheater (Wien)

### Bester Nachwuchs
Birgit Minichmayr – Der Färber und sein Zwillingsbruder (Rosa) – Burgtheater
August Diehl – Die Möwe (Konstantin) – Akademietheater/Burgtheater
Jens Harzer – Der Name (Der Junge) – Salzburger Festspiele/Schaubühne am Lehniner Platz

### Beste Off-Produktion
Theaterpunkt (Sabine Mitterecker) – Nichts Schöneres

### Bestes Stück – Autorenpreis
Der Name – Jon Fosse – Salzburger Festspiele

### Lebenswerk
Otto Schenk